# Jakkie Cilliers
Pas d'image ? Cliquez ici

a Compétitions nationales et continentales officielles uniquement.

b Matchs officiels uniquement.
Dernière mise à jour le 10 juillet 2025.
Jakkie Cilliers, née le 30 octobre 2000, est une joueuse internationale sud-africaine de rugby à XV et internationale de rugby à sept évoluant aux postes de centre ou d'ailier. Elle joue avec les Bulls (en) de Pretoria.

## Biographie
Jakkie Cilliers naît le 30 octobre 2000.
En 2022, elle joue pour les Blue Bulls de Pretoria. Elle n'a que deux sélections en équipe d'Afrique du Sud quand elle est retenue en septembre 2022 pour disputer la Coupe du monde en Nouvelle-Zélande.
En 2023, elle est sélectionnée pour jouer la première édition du WXV.
En 2024, elle est à nouveau appelée pour disputer le WXV. Blessée contre l'Australie, elle rate la dernière rencontre face à l'Italie.
Avec les Bulls (en), elle remporte trois titres nationaux d'affilée,,. En 2025, elle est élue meilleure joueuse du Championnat d'Afrique du Sud, dont elle a terminé meilleure réalisatrice (127 points).

## Palmarès

### En province
- Vainqueur du Championnat d'Afrique du Sud en 2023, 2024 et 2025.

### Distinctions personnelles
- Élue meilleure joueuse du Championnat d'Afrique du Sud en 2025.
- Meilleure réalisatrice du Championnat d'Afrique du Sud en 2025 (127 points).